# El Oasis
 (septembre 2024).
El Oasis est une telenovela colombienne créée en 1994 et réalisée par Rodolfo Hoyos. La chanteuse Shakira y joue l'un des rôles principaux, Luisa Maria.

## Résumé
À San Isidro, une ville où les différences comptent beaucoup : les choses sont noires ou blanches, il pleut ou il fait soleil, les riches sont riches et les pauvres sont pauvres… Deux familles : les Rico (riches) et les Perdigon (pauvres). Les deux têtes des familles : Severo Rico et Misael Perdigon, sont des frères jumeaux bien qu’ils aient deux noms de famille différents. Physiquement ils se ressemblent comme deux gouttes d’eau, mais ils sont et se considèrent différents à bien des égards.
• Severo Rico, un puissant propriétaire, a un tempérament amer, et aime les titres qu’il possède, tranchant et implacable dans le profond amour de sa fille Luisa Maria (Shakira) qui est amoureuse de Salomon Perdigon, fils de son pire ennemi: son frère. Pour mettre fin à cette romance, Severo, conseillé par sa belle-sœur aigrie Agripina, force Luisa Maria à épouser Anturio, le fils du maire, bien qu’il sache que c’est un coureur de filles, crapule et bon à rien. Sa femme soumise Teresa, s’oppose à ça en vain, depuis Severo ne compte plus seulement sur le soutien de sa belle-sœur, mais sur celui de Brijida, sa fille ainée. En vérité elle est d’accord avec lui, pas pour le bien-être de sa sœur mais parce qu’elle est elle aussi tombée amoureuse de Salomon. Donc les pauvres Teresa et Luisa Maria comptent seulement sur Faustina, leur vieille et fidèle employée.
• Misael Perdigon, au contraire, est un mec naturel. Il a un bon sens de l’humour, bien qu’il mélange l’ironie et le sarcasme. Il est aussi furieusement opposé aux relations de son fils avec Luisa Maria et à n’importe quelle personne qui a comme nom de famille Rico. C’est le menuisier de la ville, il consacre sa vie à sa profession mais seulement après le fils du conjoint d’un de ses parents qu’il dépouille de l’héritage familial.
Autrefois, Severo aimait Magdanela, devenue mère de Salomon et femme de Misael, et celui-ci sait que son frère n’oubliera jamais qu’il lui a volé la seule femme qu’il a aimée.

## Distribution
- Shakira : Luisa Maria
- Pedro Rendon : Salomon Perdigon
- Pedre Magollon : Servero Rico/Misael Perdigo
- Mariela Rivas : Agripina
- Mauro Urquijo : Arturio
- Tita Duarte : Teresa
- Xilena Aycardi : Brijida
- Yolanda Garcia : Faustina
- Maria Giraldo : Magdalena
- Toto Vega : Liberato
- Diego Velez : Inociencio